# Woroba
Woroba is een district van Ivoorkust met als hoofdstad Séguéla. Het district heeft een oppervlakte van 31.088 km² en telde in 2014 845.139 inwoners. De bevolking bestaat voor een groot deel uit Malinke.
Het district werd opgericht na de bestuurlijke herindeling van 2011.  

## Grenzen
Het district wordt in het westen begrensd door Guinee en in het oosten door de Bandama. Het grenst aan de Ivoriaanse districten Denguélé, Savanes, Vallée du Bandama, Sassandra-Marahoué en Montagnes. 

## Regio's
Het district is verder opgedeeld in drie regio's:
- Bafing
- Béré
- Worodougou

## Klimaat
Het klimaat in het district is tropisch met de meeste neerslag in de zomermaanden (klimaatclassificatie Aw van Köppen-Geiger).